# Landkommissariat Bergzabern

Das Landkommissariat Bergzabern in der Pfalz 1818–1862

Das Landkommissariat Bergzabern (amtlich: Land-Commissariat Bergzabern; auch Berg-Zabern) war einer von zwölf Verwaltungsbezirken im bayerischen Rheinkreis (1837 in „Kreis Pfalz“ umbenannt), der ab 1818 bestand und 1862 in Bezirksamt Bergzabern umbenannt wurde. Das Verwaltungsgebiet lag in den heutigen Landkreisen Südliche Weinstraße und Südwestpfalz in Rheinland-Pfalz, der namensgebende Verwaltungssitz war in Bergzabern.

## Kantone und Gemeinden
Das Landkommissariat Bergzabern gliederte sich in die Kantone Annweiler und Bergzabern und umfasste 56 Gemeinden (alle Orte in der amtlichen Schreibweise von 1817):

### Kanton Annweiler
- Albersweiler
- Annweiler und Sarnstall
- Bindersbach
- Darstein
- Dimbach
- Dörnbach
- Euserthal
- Gossersweiler
- Grevenhausen
- Lug
- Münchweiler
- Ober-Schlettenbach
- Queich-Hambach
- Ramberg
- Rinthal
- Schwanheim
- Spirkelbach
- Stein
- Sülz
- Völkersweiler
- Vorder-Weidenthal
- Wald-Hambach
- Wald-Rohrbach
- Wernersberg
- Wilgartswiesen und Hochstätten

### Kanton Bergzabern
- Altenstadt[Anm. 1]
- Appenhofen
- Barbelroth
- Böllenborn und Reichsdorf
- Berg-Zabern
- Billigheim
- Birkenhördt
- Blankenborn
- Dierbach
- Dörnbach
- Gleis-Horbach und Gleis-Zellen
- Hergersweiler
- Heuchelheim
- Ingenheim
- Kapellen und Drußweiler
- Kapsweyer
- Klingen
- Klingen-Münster
- Mühlhofen
- Niederhorbach
- Nieder-Otterbach
- Oberhausen
- Oberhofen
- Ober-Otterbach
- Pleisweiler
- Rechtenbach
- Rohrbach
- Schweigen
- Schweighofen
- Steinfeld
- Weiler[Anm. 1]

Anmerkungen:
1. 1 2  Die Gemeinden Altenstadt und Weiler, heute zur Stadt Wissembourg gehörend, wurden am 5. Juli 1825 an Frankreich abgetreten (Google Books)

## Geschichte
Der bayerische König Maximilian Joseph I. hatte am 30. April 1816 das Gebiet des später eingerichteten Rheinkreises aufgrund eines Tauschvertrages mit dem österreichischen Kaiser Franz I. förmlich in Besitz genommen.
Aus der sogenannten Franzosenzeit hatte Bayern in der Pfalz zunächst die seit 1798 entstandene Verwaltungsstruktur im Wesentlichen übernommen. Der neu entstandene Rheinkreis war in vier „Kreisdirektionen“, später auch „Bezirksdirektionen“ genannt, eingeteilt. Die nachgeordneten Verwaltungsebenen Kantone und Bürgermeistereien, abgesehen von geringfügigen Gebietsanpassungen, blieben bestehen.
Das Gebiet des Landkommissariats Bergzabern gehörte bis 1814 zum Departement Donnersberg (Kanton Annweiler) bzw. bis 1815 zum Departement Niederrhein (Kanton Bergzabern). Nach der Inbesitznahme durch Bayern und der Einrichtung der Kreisdirektionen gehörte das Gebiet zur Kreisdirektion Landau.
Mit Wirkung vom 1. April 1818 wurden die Distrikte der bisherigen vier „Bezirks-Directionen“ des Rheinkreises in zwölf „Land-Commissariate“ neu aufgeteilt. Der Aufgabenbereich und die Zuständigkeiten änderten sich nicht. Zum „Land-Commissär“ wurde Albert Gugel bestimmt, der bis dahin „Bezirks-Directions-Assessor“ zu Landau war. Dem Landkommissar standen ein Aktuar, zwei Schreiber und ein Bote zur Verfügung, für Gehälter und Bürokosten waren 3900 Gulden pro Jahr veranschlagt.
Zum 1. Juli 1862 erhielten die Landkommissariate in der Pfalz die Benennung „Bezirksämter“, aus denen 1938 die Landkreise entstanden.